# Арсений (Суханов)
Иеромона́х Арсе́ний (в миру Анто́н Пути́лович Суха́нов; 1600, дер. Спицыно, Псковский стан, Соловской уезд — 14 августа 1668, Москва) — русский церковный и государственный деятель, дипломат, писатель и книжник, иеромонах, строитель (распорядитель) московского Богоявленского монастыря, келарь Троице-Сергиева монастыря. Совершил несколько путешествий на Восток. Автор «Прений с греками о вере» и «Проскинитария».

## Биография

### Происхождение и молодость
Антон Суханов родился в 1600 году в семье обнищавшего дворянина Путилы Елизарьевича Суханова, скитавшегося по дворам своих тульских знакомых («волочился меж двор на Туле»). Юноша рос любознательным и серьёзным и вскоре ушёл в монастырь набираться учёности, сменив мирское имя Антон на монашеское Арсений. Он освоил греческий, латинский и польский языки, стал широко образованным человеком своего времени. Владел грамматикой, риторикой и диалектикой. По мнению С. А. Белокурова, Суханов получил образование в одной из школ западнорусских братств. Был переписчиком книг, архидиаконом, выполнял обязанности личного секретаря патриарха Филарета, став одним из первых известных русских библиофилов. Он на собственные средства приобретал и даже заказывал рукописные книги. Для этого Суханов отказался от причитавшегося ему «поденного питья» — кружка меда и три кружки пива, получая взамен его стоимость — по две деньги за кружку. Известно семь рукописей, принадлежавших Суханову лично. Рукописи испещрены сделанными его рукой пометами и замечаниями к прочитанному.
Суханов оставил большое число автографов — изучая библиотеки греческих монастырей, в книгах, отобранных для отправки в Москву, в нижней части одного из первых листов он писал своё имя — «арсеніи».

### Первые путешествия с дипломатическими поручениями
В 1637 году Суханов был направлен вместе с посольством князя Фёдора Волконского в Кахетию, к царю Теймуразу. Арсений имел особое поручение «расспросить про все и разведати всякими мерами подлинно: какова их земля и сколь просторна, на скольких верстах и сколько в ней городов, и сколь людна, и каковы люди, и какие в ней узорочья, и любят ли Теймураз-царя». Ему также было поручено «веры их рассмотреть и разведать гораздо — какова у них вера и нет ли у них в чём розни, не изрозьнено ль что?».
В 1649 году в Москву для сбора пожертвований для храма Гроба Господня прибыл Иерусалимский патриарх Паисий. Он обратил внимание царя Алексея Михайловича и патриарха Московского Иосифа на то, что в русских богослужениях присутствуют отступления от обрядов восточной православной церкви. Знания старца Арсения стали решающим фактором при выборе посланника на Восток для изучения обрядов церкви. 10 июня 1649 года Арсений вместе с Паисием и иеродиаконом Ионою отправился в Константинополь с заданием описать церковные обычаи. Однако доехать до Царьграда Суханову не удалось — он дважды возвращается в Москву, сначала из Ясс а затем, 8 декабря 1650 года — с Афона. Вернувшись из путешествия, Суханов передал в Посольский приказ свои «Прения с греками о вере», а также сведения о путешествии с подробным описанием обычаев, нравов местного населения, климата и растительности, животного мира, крепостных укреплений городов, через которые проходил его путь.

### Путешествие на Восток в 1651—1653 годах
В феврале 1651 года Арсений вновь с той же целью был послан царем в Константинополь и Иерусалим. Проезжая через Украину, он случайно напал на след «вора Тимошки», выдававшего себя за сына московского царя — «князя Ивана Васильевича Шуйского». По приказу царя Алексея Михайловича Суханов потребовал от гетмана Богдана Хмельницкого выдать самозванца. В мае 1651 года Суханов нанимает в Галаце корабль и плывет по Дунаю через Измаил в турецкие земли. Чтобы беспрепятственно пересечь границу, в Килии во время осмотра корабля турецкими «начальными людьми» Суханов по совету капитана выдал себя за едущего в Мекку паломника, сделав себе из полотенца чалму и усевшись по-турецки на капитанском мостике. Далее путь Суханова пролегал через Греческий архипелаг и Средиземное море. Он побывал на островах Хиосе и Родосе, посетил Египет, гору Синай и Яффу, довольно долго пробыл в Александрии, где предлагал многие вопросы Иоанникию, патриарху александрийскому, касательно церковных воззрений и обычаев. Задержавшись примерно на семь месяцев в Иерусалиме, горячо спорил с патриархом Паисием. Как отмечает Арсений, он не стал останавливаться на подворье патриарха, где началась эпидемия, кроме того его заранее предупредили о том, что обитателям подворья не стоит доверять.
Добравшись до Константинополя, Суханов узнал о том, что незадолго до этого патриарх Парфений, которому он должен был передать письмо царя Алексея Михайловича, был убит. Ему удалось выяснить подробности гибели патриарха, который был ослеплен, убит ударом кинжала и брошен в море. Кроме того, Арсений добыл сведения о причастности к организации убийства Парфения иерусалимского патриарха Паисия, а также волошского и мутьянского воевод, которые были недовольны тем, что Парфений «учинился на патриаршестве без их воли» и поддерживал связь с Богданом Хмельницким.
Обратный путь Арсения пролегал чрез Малую Азию, Грузию и Кавказ. В июне 1653 года он вернулся в Москву. Представленный им царю и патриарху отчет он назвал «Проскинитарием» или «Поклонником». Последний состоит из трех частей: росписи о посольстве, статьи о граде Иерусалиме и чиновника или тактикона: «Како греки церковный чин и пение содержат».

### Путешествие за церковными книгами
В связи с начатым патриархом Никоном исправлением богослужебных книг возникла необходимость в возможно большем количестве древнегреческих текстов, так как число имевшихся в России оказалось недостаточным для подобных работ. В 1654 г. для приобретения необходимых греческих рукописей по совету Епифания Славинецкого и Арсения Грека патриарх Никон послал Суханова на Афон и Восток.
Поездка требовала особой осторожности, поскольку старец Асений вез с собой «государеву милостыню», взамен которой в греческих монастырях предполагалось получить необходимые рукописи. «Милостыня» состояла из денежной казны и «государевых соболей» на огромную сумму — около пятидесяти тысяч рублей. В этой связи Суханову приходилось не раз нанимать провожатых, так как, по его словам, в то время в тех краях был «страх великий от воинских людей, и от татар и от венгров, и от междоусобий». Отправившись в путь под видом простого монаха — «в чернеческом образе», Суханов собирался продать соболя в Константинополе, но опасения, что по пути туда его могут ограбить, заставили его продать их уже в Яссах по сходной цене молдавскому воеводе Стефану. Там же Суханов нанял в провожатые грека Ивана Панкратьева «для толмачества турского языка». По замыслу Арсения, если бы турки стали отнимать деньги, Панкратий должен был выдать себя за едущего за товаром купца — торговые люди находились под защитой султана. Во время путешествия, продлившегося два года, Суханов посетил восемнадцать афонских монастырей, в которых лично отобрал 500 греческих рукописей. На обратном пути, который проходил через Константинополь, Суханов подвергся новым опасностям — он был объявлен в розыск османскими властями. В послании царю Алексею Михайловичу константинопольский грек Фома Иванов писал об этом: «Лихие люди наварили об нем султану и хотели его пытать, а я ево в то время сохранил и про него сказал, что он уже давно ушол и ево, Арсения, отпустил тайно и мысль их злая от того отошла».
Проехав Яссы, Арсений вновь подвергся опасностям, о чём позднее написал в своем докладе царю: «в то время по обе стороны были люди воинские, с одну сторону от Умони татарове, а з другую сторону от Бряславля стояли ляхи. А я, Арсений, ехал промежь их на Балановку и ден и ноч, прося у Бога милости, чтоб уйти … И на те де места после меня ударили с обеих сторон татарове и ляхи и те местечка разорили, пожгли, а людей посекли и поимали».
Всего Суханов сумел приобрести на Востоке более 700 ценных и редких рукописей (505 в Афоне и 200 в других местах). 498 книг Суханов доставил в Москву лично, другие были привезены вслед за ним посланцами из Афона. Основная часть рукописей была написана на греческом, но среди них было и 29 славянских книг. Старейшей из рукописей — греческому еванигению, по свидетельству Арсения, было более 1050 лет, многим — более 700, 500 и 400 лет. В числе приобретенных Сухановым рукописей помимо книг духовного содержания было 58 светских манускриптов, в том числе сочинения Аристотеля, Аристида, Гомера, Демосфена, Плутарха, Фукидида, Эсхила. Приобретенные Арсением рукописи стали украшением Патриаршей библиотеки, часть из них была издана на Московском печатном дворе.

### Последние годы жизни
После возвращения из путешествия за рукописями Арсений выполнял обязанности келаря Троице-Сергиева монастыря, где ему была отведена отдельная келья. С 1661 года он также руководил работой Московского печатного двора. В январе 1665 года Арсений вернулся из своего последнего путешествия, в ходе которого он доставил из Иерусалима заказанную им по поручению патриарха Никона модель Храма Гроба Господня. По образцу этой модели была построена церковь Воскресения Христова в Новоиерусалимском монастыре. Арсений Суханов умер 14 августа 1668 года в Москве, похоронен в Троице-Сергиевом монастыре.

## Религиозно-политические взгляды
Арсений Суханов был горячим сторонником независимости Москвы в церковных вопросах, развивая концепцию о Третьем Риме старца Филофея. Так, в своих «Прениях с греками» Арсений пишет: «в Царьграде был царь благочестивый един под солнцем … а ныне вместо того царя — на Москве государь царь благочестивый, во всей подсолнечной един царь благочестивый». По мнению Арсения, греки потеряли благочестие: «Ни папа — глава церкви, ни вы, греки, источник всем верным; а если вы и были источником, только он ныне пересох и вы сами страдаете жаждою. Как же вам весь свет наповать своим источником?». Русские же напротив сохранили благочестие в целости, обогатившись всем лучшим, что было у греков. Обращаясь к грекам, Суханов пишет: «… что у вас не было доброго, то все к Москве перешло … все ваше начало к нам перешло». На этом основании Суханов прямо заявляет, что русские могут решать церковные вопросы, не считаясь с мнением греческих патриархов. В более позднем сочинении Суханова — «Проскинитарии» резкая критика греков отсутствует. Вместе с тем, по мнению С. А. Белокурова, это было вызвано не изменением взглядов автора, которому к тому времени было уже больше пятидесяти лет, а нежеланием навлечь гнев вступившего на престол патриарха Никона, известного своими симпатиями к грекам. Несмотря на то, что Арсений до конца своих дней находился в согласии с церковью, его сочинения, содержащие критику греков, (иногда в искаженном виде) активно использовались сторонниками старообрядчества.